# پوست انسان
پوست انسان، پوشش بیرونی بدن و بزرگترین اندام دستگاه پوششی می‌باشد. پوست از هفت لایه بافت اکتودرمی تشکیل شده و از ماهیچه‌ها، استخوان‌ها، رباط‌ها و اندام‌های داخلی محافظت می‌کند. پوست انسان مشابه پوست اکثر پستانداران بوده و بسیار شبیه پوست خوک است. گرچه که تقریباً پوست تمام انسان‌ها با فولیکول‌های مو پوشیده شده، اما ممکن است بدون مو ظاهر شود. می‌توان پوست را به دو دسته عمومی تقسیم‌بندی کرد: پوست مودار و بدون مو. صفت cutaneous (از ریشه لاتین cutis به معنای پوست) به صورت تحت‌اللفظی به معنای «مربوط به پوست» است.